# Ecala
Ecala (Ekala en euskera) es una localidad española y un concejo de la Comunidad Foral de Navarra perteneciente al municipio de Améscoa Baja. Está situado en la Merindad de Estella, en la comarca de Estella Oriental, en el valle de Las Améscoas y a 67 km de la capital de la comunidad, Pamplona. Su población en 2014 fue de 42 habitantes (INE).

## Topónimo
De origen desconocido. En documentos antiguos aparece como Ecala (1274-1277, 1591, NEN), Echala, Equala (1279, 1280, NEN), Eçala (1350, NEN) y Hequala (1268, NEN).

## Geografía física

### Situación
La localidad de Ecala está situada en la parte occidental del municipio de Améscoa Baja a su vez situado en la parte occidental de la Comunidad Foral de Navarra, a los pies de la Sierra de Lóquiz y a una altitud de 633 m s. n. m. Su término concejil limita al norte con la sierra de Urbasa; al este con San Martín de Améscoa; al sur con sierra de Lóquiz y al oeste con Eulate.

## Demografía

### Evolución de la población
| Gráfica de evolución demográfica de Ecala entre 2000 y 2010 |
|                                                             |
| Datos según el nomenclátor publicados por el INE.           |

## Arte
- Iglesia de San Miguel, del siglo XIII con reformas de los siglos XVI y XVII.
- Ermita de Santo Tomás.

## Fiestas
29 de septiembre en honor a San Miguel.